# Burmistrzowie Tirany
Poniższa tabela przedstawia burmistrzów Tirany w XX i XXI wieku wraz z latami urzędowania.
| Imię i nazwisko    | Lata       |
| ------------------ | ---------- |
| Zyber Hallulli     | 1913-1914  |
| Servet Libohova    | 1915-1916  |
| Ismail Ndroqi      | 1917-1922  |
| Ali Begeja         | 1922-1923  |
| Ali Derhemi        | 1923-1924  |
| Beqir Rusi         | 1924       |
| Xhemal Kondi       | 1924-1925  |
| Fuat Toptani       | 1925-1927  |
| Izet Dibra         | 1927-1928  |
| Rasim Kalakula     | 1928-1930  |
| Rexhep Jella       | 1930-1933  |
| Abedin Nepravishta | 1933-1935  |
| Qemal Butka        | 1935-1936  |
| Abedin Nepravishta | 1937-1939  |
| Qazim Mulleti      | 1939-1940  |
| Ali Erebara        | 1940-1942  |
| Omer Fortuzi       | 1942-1943  |
| Halil Meniku       | 1943-1944  |
| Tomor Malasi       | 1991-1992  |
| Sali Kelmendi      | 1992-1996  |
| Albert Brojka      | 1996-2000  |
| Edi Rama           | 2000-2011  |
| Lulzim Basha       | 2011-2015  |
| Erion Veliaj       | 2015-nadal |